# Benjamin Hoskins Paddock
Benjamin Hoskins "Ben" Paddock Jr. (1 de novembro de 1926 – 18 de janeiro de 1998) foi um ladrão de banco Americano e golpista que esteve na lista dos Top Dez Fugitivos Mais procurados do FBI de 1969 a 1977.

## Início da vida
Paddock nasceu em Sheboygan, Wisconsin, em 1 de novembro de 1926, , filho de Benjamim Hoskins Paddock Sr. e Olga Gunderson'. Ele serviu na Marinha dos Estados Unidos como um S2 durante a II Guerra Mundial.
Na década de 1950, na cidade de Tucson, Arizona, ele operou uma estação de serviço onde vendeu carros usados. Mais tarde, ele vendeu Unidades de eliminação de lixo para a empresa Arizona Disposer Company, e esteve ligado com o funcionamento de uma boate em Tucson, Arizona.
No final da década de 1950, Paddock, voluntariou-se com o Departamento Juvenil de Liberdade Condicional de Pima County e, em 1959, foi nomeado adjunto especial para lidar com casos de rebelde dos jovens.

## Carreira Criminal
Em 1946, Paddock foi julgado culpado em dez acusações de roubo de carros e cinco vezes em estelionato e foi confinado na Penitenciária do Estado de Illinois, até julho, de 1951. Em 1953, ele foi condenado por conspiração em conexão com um operação de checagem de passagens e foi novamente detido na Penitenciária do Estado de Illinois, até agosto de 1956. Em uma de suas primeiras prisões, ele foi encontrado com um revólver escondido. 
Ele foi acusado de roubar branches do Valley National Bank of Arizona de Phoenix, no Arizona, de $11,210 dólares em 19 de fevereiro de 1959, e de $9,285 dólares em 29 de janeiro, 1960. Ele roubou outro branch de $4,620 dólares em 26 de julho de 1960. Foi capturado e condenado por um terceiro assalto em um tribunal federal em janeiro de 1961. Durante sua prisão, ele tentou atropelar um agente do FBI com o seu carro. Ele foi condenado a 20 anos de prisão. Em 30 de dezembro de 1968, Paddock escapou daFederal Correctional Institution, La Tuna em Anthony,Texas. Um mandado para a sua prisão relacionados com a sua fuga foi emitido em 3 de fevereiro de 1969, e ele foi colocado na lista dos 10 mais procurados do FBI.
A maioria dos indivíduos que aparecem na lista do FBI de mais procurados estão fora da lista em menos de seis meses. Paddock estava entre aqueles permaneceram na lista há mais tempo, sendo colocado na lista em 10 de junho de 1969, e removido em 5 de Maio de 1977. Enquanto esteve na lista de procurados, ele foi descrito como medindo 1,93m, pesando 111 kg, ter o cabelo loiro, mas sendo calvo e frequentemente de cabeça raspada. Ele tinha olhos verdes e usava lentes de contato ou óculos. Ele também tinha uma cicatriz acima de sua sobrancelha direita e no joelho direito, e tinha uma marca de nascença em seu tornozelo esquerdo. Foi descrito como um bom locutor, como arrogante e egoísta, gostava de charutos, cigarros, e os bifes. Ele também jogou bridge, gostava de jogos de azar, e assistir a esportes, especialmente o beisebol, onde ele também trabalhou como árbitro. Durante a sua carreira criminosa, Paddock tinha vários aliados, incluindo Perry Archer, Benjamin J. Butler, Leo Genstein, Pat Paddock, e Patrick Benjamin Paddock. Seus apelidos incluem "Chromedome", "Velho Careca", e "Big Daddy".
Depois de escapar da prisão em 1968, Paddock se mudou para o Oregon, onde ele tomou posse do nome de Bruce Warner Erickson. Em Oregon, ele trabalhou como um contrato de caminhoneiro e no centro de reabilitação para usuários de drogas. Ele foi duas vezes citados por infrações de trânsito e, em setembro de 1977, requereu e lhe foi concedida uma licença para abrir um salão de bingo, mas sua identidade não foi descoberta. Em seguida, ele operou um bingo de sala de visitas para o Centro para a Reforma da Educação, uma organização sem fins lucrativos baseada em Eugene, Oregon.
Ele foi capturado e preso no início de setembro de 1978, em Springfield, Oregon, e foi finalmente colocado em liberdade condicional.
Em 1987, ele foi acusado de extorsão relacionadas com seu negócio de bingo e fraude para um negócio ilegal, onde ele praticou reversão de odômetros pelo  Oregon Attorney General, mas evitou uma sentença de prisão mediante o pagamento de $100.000 dólares como multa. Mais tarde, em sua última década de  vida, seu envolvimento no Bingo lhe rendeu o apelido de Bingo Bruce. Ele vivia tranquilamente no Texas, onde era co-proprietário de uma loja de carro com sua namorada.
Ele faleceu em 18 de janeiro de 1998, em Arlington, Texas.

## Vida pessoal
Paddock casou com Dolores Irene Hudson, em 1952; o casal teve quatro filhos, Stephen (1953-2017), Patrick (b. por volta de 1957), Bruce (b. 1959), e Eric (b. 1960). Seu filho mais velho, Stephen, é conhecido pela realização do Tiroteio de Las Vegas Strip em 2017, o mais mortal tiroteio em massa praticado por um único pistoleiro na história Americana.